# Жако, Бенуа
Бенуа Жако (фр. Benoît Jacquot, род. 5 февраля 1947) — французский кинорежиссёр и сценарист.

## Биография
Бенуа Жако родился 5 февраля 1947 года в Париже. Карьеру начал в конце 1960-х — начале 1970-х годов ассистентом у режиссёров Бернара Бордери, Маргерит Дюрас, Марселя Карне и Роже Вадима. Первым самостоятельным фильмом стал «Убийца-музыкант», снятый по мотивам произведений Ф. М. Достоевского с Анной Карина в главной роли.
Настоящий успех принесла режиссёру картина «Крылья голубки» (1981), в которой сыграла Изабель Юппер.
В 2003 году был постановщиком оперы Жюля Массне «Вертер» в Королевском театре Ковент-Гарден.
Фильм Бенуа Жако «Только не скандал» участвовал в конкурсной программе 56-го Венецианского кинофестиваля 1999 года. «Прощай, моя королева», получивший десять номинаций премии «Сезар» 2013 года, открывал 62-й Берлинский международный кинофестиваль в феврале 2012 года.

## Избранная фильмография
- 1976 — Убийца-музыкант / L’assassin musicien
- 1977 — Дети из шкафа / Les Enfants du placard
- 1981 — Крылья голубки / Les ailes de la colombe
- 1997 — Седьмое небо / Le septième ciel
- 2000 — Маркиз де Сад / Sade
- 2009 — Вилла Амалия / Villa Amalia
- 2010 — В лесной глуши / Au fond des bois
- 2012 — Прощай, моя королева / Les adieux à la reine
- 2014 — 3 сердца / 3 coeurs
- 2015 — Дневник горничной / Journal d’une femme de chambre
- 2018 — Ева / Eva
- 2024 — Красавица / Belle